# Intercosmos 7
Intercosmos 7 fue un satélite artificial científico soviético perteneciente al programa Intercosmos y a la clase de satélites DS (el tercero de tipo DS-U3-IK) y lanzado el 30 de junio de 1972 mediante un cohete Cosmos 2 desde el cosmódromo de Kapustin Yar.

## Objetivos
El objetivo de Intercosmos 7 fue estudiar la radiación solar  en el rango de los rayos X y ultravioleta y su interacción con las capas altas de la atmósfera terrestre.

## Características
El satélite fue un proyecto conjunto entre la URSS, la República Democrática de Alemania y Checoslovaquia. Tenía una masa de 375 kg y fue inyectado inicialmente en una órbita con un perigeo de 267 km y un apogeo de 568 km, con una inclinación orbital de 48,4 grados y un periodo de 92,6 minutos. Hubo algunos problemas de recepción de las señales del satélite.
Intercosmos 7 reentró en la atmósfera el 5 de octubre de 1972.

## Resultados científicos
Intercosmos 7 obtuvo espectros de rayos X y ultravioleta solares y midió su polarización, así como la temperatura de los electrones de la corona solar mediante su fotómetro de rayos X.